# 알하피즈

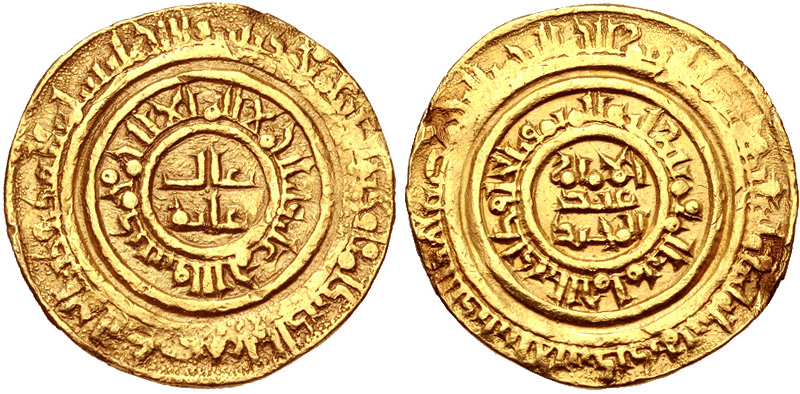

알하피즈(Al-Hafiz, 본명: 아불 마이문 압드 알마지드 이븐 무함마드, Abūʾl-Maymūn ʿAbd al-Majīd ibn Muḥammad ibn al-Mustanṣir)는 1132년부터 1149년 사망할 때까지 이집트를 통치한 11대 파티마 왕조 칼리프이자 하피지 이스마일파의 21대 이맘이었다.
알하피즈는 1130년 10월 그의 사촌인 알아미르 비아캄 알라가 사망한 후 처음으로 섭정으로 권력을 잡았다. 알아미르는 어린 아들인 알타이이브만을 후계자로 남겨두었다. 왕조에서 가장 오래 살아남은 구성원인 하피즈가 섭정이 되었다. 알타이이브는 분명히 새로운 정권에 의해 살해되었을 가능성이 있으며, 이 정권은 쿠타이파트 휘하의 군대에 의해 며칠 내에 전복되었다. 후자는 알하피즈를 투옥하고 파티마 왕조를 폐위시키고 이스마일파를 12파 시아파에 기초한 개인 정권으로 대체하고 자신을 숨겨진 이맘의 전능한 부총리로 삼았다. 쿠타이파트 정권은 1131년 12월 파티마 왕조 충성파에 의해 살해당하면서 무너졌고, 알하피즈는 석방되어 섭정으로 복귀했다.
1132년 1월 23일, 알하피즈는 자신이 합법적인 이스마일 이맘이자 칼리프라고 선언했다. 다른 상속자가 없기 때문에 필요했지만, 이스마일리 이마메이트는 이전에는 명시적인 지정(naṣṣ)에 의해서만 아버지에서 아들에게 물려졌기 때문에 계승이 매우 불규칙했다. 알하피즈는 파티마 통치 영토에서 대체로 받아 들여졌지만 해외의 많은 이스마일파 추종자들은 그를 인정하기를 거부하고 사라진 알타이이브를 그들의 이맘으로 간주하여 무스타으리 이스마일파에서 하피지-타이이비 분열을 일으켰다. 이집트에서도 그의 정당성은 계속해서 도전을 받았고, 그의 통치는 끊임없는 봉기와 권력 투쟁으로 인해 어려움을 겪었다. 자신의 정당성을 강화하기 위한 노력의 일환으로 알하피즈는 알리드 가문의 구성원들을 기리는 성지의 건설과 복원에 특히 적극적이었다. 알하피즈의 통치는 외부 전선에서 대부분 조용했다. 아스칼론 주변에서 예루살렘 왕국과 계속되는 적대 관계에도 불구하고 두 세력은 대부분 다른 곳에 집중되어 있었다. 파티마 왕조는 또한 시리아의 부리드 왕조와 시칠리아의 로저 2세 왕과도 연락을 유지했는데, 그는 당시 이프리키야의 이전 파티마 왕조 영역으로 확장을 시작했으며 자신의 행정을 위해 파티마 왕조의 많은 관행을 채택했다.
통치자로서 알하피즈는 자신의 막강한 고관들을 통제하려고 노력했지만 엇갈린 성공을 거두었다. 그는 계속해서 다양한 군사 세력의 요구에 굴복해야 했고, 궁극적으로 총독이 칼리프와 독립된 사실상의 술탄국으로 진화하는 것을 막을 수 없었다. 따라서 알하피즈의 아들 하산은 1134년에 그를 고관으로 지명하도록 강요하여 칼리프의 다른 아들을 그 자리에서 축출했다. 하산의 통치는 압제적임이 입증되었고 그는 1135년 3월 군대에 의해 전복되었다. 그 후 기독교인 바람 알-아르마니(Bahram al-Armani)가 총리직에 임명되자 바람의 친기독교 정책으로 인해 무슬림 인구 사이에 심각한 반응이 일어났다. 이로 인해 또 다른 봉기가 발생하고 1137년 수니파 리드완 이븐 왈라크시(Sunni Ridwan ibn Walakhshi)가 총독으로 임명되었다. 리드완은 반기독교 및 반유대주의 조치를 취했을 뿐만 아니라 알하피즈를 전복하고 파티마 왕조를 수니파 정권으로 대체하려는 목표를 세웠다. 카이로 대중의 지지로 알하피즈는 자신의 야망을 좌절시키고 1139년에 리드완을 축출했다. 그 후 10년 동안 칼리프는 고관 없이 통치하고 대신 이븐 마살을 주요 장관으로 하는 일련의 비서들에게 행정부를 맡겼다. 이 기간은 봉기와 자연 재해로 시달렸지만 알하피즈는 1149년 10월 사망할 때까지 인내했다. 그의 후계자들은 1171년 파티마 왕조가 멸망할 때까지 강력한 고관들의 손에 꼭두각시로 전락했다.